# トゥリシェン
トゥリシェン（満文転写：ᡨᡠᠯᡳᡧᡝᠨtulišen, 漢文拼音：圖理琛túlǐchēn/圖麗琛túlìchēn）は、清代康熙、雍正、乾隆の三朝に仕えた満洲人官吏。
『異域錄』（四庫全書所蔵）の著者として知られる。満洲正黄旗人。

## 略歴
曽祖父の諾恩珠瑚はギョロ・ハラの分派の一つ阿顔覚羅アヤン・ギョロ氏の出身で、代々イェヘの烏蘇村地方に居住した。トゥリシェンの祖先は周囲からの信望厚く、イェヘ国主から賓礼の接遇を受けていたという。その後、清朝興隆を承けて天聡年間（太宗ホンタイジ治世前半）に帰順し、以降、代々官職に就き、俸禄を喰んできた。

### 前半生
トゥリシェンは康熙6年 (1667)に生まれた。幼少期は家が貧しかったため、虚弱体質な上に学才凡庸であったが、例監（監生の内、金銭で身分を購った者）として廷試に臨み、翻訳科目を受けて康熙帝より内閣撰文中書舎人 (正七品) の官職を賜わった。10年餘り勤めた後、勅命を受けて山西・陝西両省の被災民の救済、南河不詳の視察、綿甲製造の監督に派遣され、官職経歴の長さを以て中書科掌印中書舎人に昇任し、さらに皇帝の引見を受けた日、ちょうど内閣票籤処で侍読の職位に空きが出たため、内閣諸臣の薦挙を受けて内閣侍読 (正六品) に昇任した。
その後、勅命により蕪関の税課監督を務め、京師に帰還してから幾許もなく、礼部牛羊群総管（礼部が祭祀などに使う牛羊を総轄する職）に任命されたが、康熙帝の期待に添えず罷免されたため、農民に転身し両親の世話をして暮らしたという。そんな平凡な生活が七年餘り続いた。

### 後半生
そのころ、朝廷にヴォルガ･トルグートへ使者を派遣する計画がもちあがった。カスピ海に注ぐヴォルガ河流域は清朝にとって全くの「絶域」であり、生還できるか否かの保証もなかった。これまでに受けた天恩に報いんと、トゥリシェンは康熙帝に請願書を送って引見を乞い、使臣就任を願い出た。そして請願は聴き届けられ、トゥリシェンの官位は恢復された。康熙51年 (1712) 5月から康熙54年 (1715) 3月に亘るおよそ三年間の見聞は紀行『異域錄』に満漢両言語で書き綴られ、それを読んだ康熙帝は龍顔愉悦し、トゥリシェンに兵部員外郎の官職を賜った。
雍正帝が即位するとさらに昇任を重ね、雍正5年 (1727)、カルカ部モンゴル郡王エフのツェリンとともに、カルカ部・露帝間の境界線（国境）について露帝使節と協議（→キャフタ条約）する大役を命じられた。雍正6年 (1728)、露帝全権大使サヴァ (Sava Viadislavich) とともに礼砲を鳴らした末に、国境を示す木札を勝手に立てた挙句、露帝の貿易商人を許可なく境界内に進入させ、また遡ること陝西巡撫時代には清軍兵数に関する機密を漏洩させたとして、処刑を求める声があがったが、雍正帝により宥恕された。
高宗乾隆帝が即位すると内閣学士に就任し、工部侍郎に転じたが、乾隆元年 (1736)、老年を理由に侍郎の職を解かれ、内閣学士に復職した。乾隆2年 (1737) より病を患い、乾隆5年 (1740) に死去した (享年73歳)。

### 官位略年表
（以下年表中の月日はいずれも旧暦）
康熙25年 (1686)【19歳】
- 不詳：内閣撰文中書舎人[4](内閣中書)

康熙36年 (1697)【30歳】
- 不詳：中書科掌印中書舎人[4]
- 不詳：内閣侍読[4]

康熙42年 (1703)【36歳】
- 不詳：礼部牛羊群総管

康熙54年 (1715)【48歳】
- 不詳：兵部員外郎[4]
- 不詳：兵部郎中[4]

雍正1年 (1723)【56歳】
- 9月25日：兵部郎中から広東布政使に昇任。[7][注 4]

雍正3年 (1725)【58歳】
- 1月5日：広東布政使から陝西布政使に転任。[8]
- 4月12日：陝西巡撫を署理 (代任)。[9]
- 7月17日：陝西布政使から陝西巡撫に昇任。[10]
- 9月2日：川陝総督を署理 (代任)。[11]

雍正4年 (1726)【59歳】
- 10月19日：陝西巡撫から兵部右侍郎に昇任。[12]

雍正5年 (1727)【60歳】
- 4月16日：兵部右侍郎から兵部左侍郎に転任。[13]
- 6月29日：兵部左侍郎から吏部右侍郎に転任。[14]
- 12月19日：吏部右侍郎から兵部右侍郎に転任。[15]

雍正6年 (1728)【61歳】
- 2月29日：官位免黜。[16]

雍正13年 (1735)【68歳】
- 10月18日：内閣学士に就任。[17]
- 11月2日：工部右侍郎を署理 (代任)。[18]
- 12月9日：内閣学士から工部右侍郎に昇任。[19]

乾隆1年 (1736)【69歳】
- 3月29日：工部右侍郎から内閣学士に降任。[20]
- 不詳：内閣学士兼礼部侍郎

乾隆2年 (1737)【70歳】
- 6月18日：老年を理由に退官。[21]

## 関連

### 著書
- 『異域錄』（満文版も同時発刊『lakcaha jecen de takūraha babe ejehe bithe』） 康熙54年 (1715)
- 『異域録 - 清朝使節のロシア旅行報告』（東洋文庫445）, 訳注・今西 春秋, 編訳・羽田 明, 平凡社, 1985

### テレビドラマ
- 『雍正王朝』役者：胡栄華

## 脚註

### 註釈
1. ↑  [参考]『清實錄』、『清史稿』ともに「圖理琛」と表記しているが、一部[1]に「圖麗琛」もみられる。
2. ↑  [参考] 中央研究院歴史語言研究所が運営するWebサイト「人名権威」は康熙5年 (1666) としている (典拠不詳) が、『異域錄』には「余生於康熙丁未歳」とあり、康熙6年 (1667) にあたるため、後者に拠った。
3. ↑  [参考] 康熙帝が設置した内閣には「票籤処」と呼ばれる内部機関があり、皇帝が奏本を批閲する前に豫め大体の処理方針を考えておく (＝票擬) のが役目であった。その処理方針を「票籤」に書き込んで奏本に挟み、皇帝はそれをみて可不可を判断した。
4. ↑  [参考]『清史稿』には「広東察藩庫」という記載もみられる[2]が、出典不詳。「人名権威」にも記載なし。

### 参照
1. ↑  “乾隆36年9月上8日段42893”. 高宗純皇帝實錄. 892
2. 1 2 3 4 5  “列傳七十 (圖理琛)”. 清史稿. 283. 清史館
3. 1 2  “各地方阿顔覺羅氏（諾恩珠瑚）”. 八旗滿洲氏族通譜. 18
4. 1 2 3 4 5 6 7 8 9 10 11   異域錄. 上
5. ↑  七、清廷爲何隱諱遣使赴俄之史實. “清雍正皇帝兩次遣使赴俄之謎 - 十八世紀中葉中俄關係之一幕 -”. 近代史研究所集刊:  58.
6. 1 2 3  “(阿顏覺羅)圖理琛”. 人名權威. 2024年3月20日閲覧。
7. ↑  “雍正1年9月25日段25271”. 世宗憲皇帝實錄. 11
8. ↑  “雍正3年1月5日段25709”. 世宗憲皇帝實錄. 28
9. ↑  “雍正3年4月12日段25797”. 世宗憲皇帝實錄. 31
10. ↑  “雍正3年7月17日段25883”. 世宗憲皇帝實錄. 34
11. ↑  “雍正3年9月2日段25925”. 世宗憲皇帝實錄. 36
12. ↑  “雍正4年10月19日段26283”. 世宗憲皇帝實錄. 49
13. ↑  “雍正5年4月16日段26468”. 世宗憲皇帝實錄. 56
14. ↑  “雍正5年6月29日段26528”. 世宗憲皇帝實錄. 58
15. ↑  “雍正5年12月19日段26677”. 世宗憲皇帝實錄. 64
16. ↑  “雍正6年2月29日段26735”. 世宗憲皇帝實錄. 66
17. ↑  “雍正13年10月下18日段29186”. 高宗純皇帝實錄. 5
18. ↑  “雍正13年11月上2日段29201”. 高宗純皇帝實錄. 6
19. ↑  “雍正13年12月上9日段29240”. 高宗純皇帝實錄. 8
20. ↑  “乾隆1年3月下29日段29355”. 高宗純皇帝實錄. 15
21. ↑  “乾隆2年6月下18日段29797”. 高宗純皇帝實錄. 45

## 参照

### 実録
- 西林覚羅･鄂爾泰, 他『世宗憲皇帝實錄』乾隆6年(1741) 上梓, 1937年刊行 (漢) ＊中央研究院歴史語言研究所版
- 章佳･慶桂, 他『高宗純皇帝實錄』嘉慶12年(1799) 上梓, 1937年刊行 (漢) ＊中央研究院歴史語言研究所版

### 史書
- トゥリシェン『異域錄』康熙54年(1715)? (漢) ＊商務印書館版
- 愛新覚羅･弘昼, 西林覚羅･鄂爾泰, 富察･福敏, (舒穆禄氏)徐元夢『八旗満洲氏族通譜』四庫全書, 1744 (漢文)
- 趙爾巽, 他100餘名『清史稿』清史館, 民国17年(1928) (漢) ＊中華書局版

### 論文
- 『近代史研究所集刊』第13期, 李 斉芳「清雍正皇帝兩次遣使赴俄之謎 - 十八世紀中葉中俄關係之一幕 -」中央研究院近代史研究所 (台湾), 1984年

### ウェブ
- 「明實錄、朝鮮王朝実録、清實錄資料庫」中央研究院歴史語言研究所 (台湾)
- 「人名權威 人物傳記資料庫」中央研究院歴史語言研究所 (台湾)